# Clima ficción

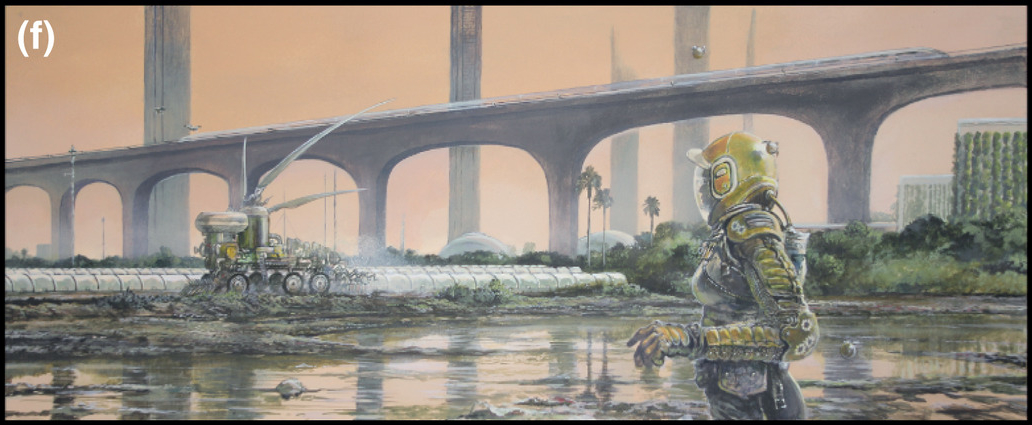
2021 In art, 2500, Tecnología agrícola, Agricultura en el arte, Biopunk, Ficción climática, Invernaderos, Ropa protectora en el arte, Robots en el arte, Arte de ciencia ficción, Ciencia ficción en la década de 2020

Clima ficción, ficción climática (o cli-fi del inglés climate fiction) es un género relacionado con la ciencia ficción y la ficción especulativa. Abarca las obras de ficción relacionadas con temas climáticos que habitualmente se desarrollan en el presente o en el futuro. Con frecuencia, trata temas distópicos como el ecoterrorismo o la subida del nivel del mar, el deshielo de los polos y otros efectos del calentamiento climático y la contaminación. En otras ocasiones, el enfoque es positivo, emparentado con el hopepunk y el solarpunk , con propuestas para paliar las peores consecuencias del cambio climático. Esta corriente literaria ha sido objeto de debate y divulgación en medios de comunicación como El País, The Guardian o El Salto.
Se considera que una de las primeras obras de clima ficción es la novela El mundo sumergido de J.G. Ballard, publicada en 1962.

## Historia
El término lo popularizaron el activista climático Danny Bloom en 2007 y el periodista de la revista Wired Scott Thill en 2010. 

### Algunas novelas de clima ficción
- El mundo sumergido (1962) de J.G. Ballard
- Las torres del olvido (1987) de George Turner (escritor)
- Estado de miedo (2004) de Michael Crichton
- La chica mecánica (2009) de Paolo Bacigalupi
- Solar (2010) de Ian McEwan
- El ministerio del futuro (2020) y Nueva York 2040 (2018) de Kim Stanley Robinson

Algunas películas de clima ficción
- Waterworld (1995) de Kevin Reynolds
- Mad Max: Fury Road (2015) de George Miller

Algunas series de clima ficción
- Un Futuro Desafiante Extrapolations_(serie_de_televisión) (1995) de Scott Z. Burns